# 1844 في الولايات المتحدة
فيما يلي قوائم الأحداث التي وقعت خلال عام 1844 في الولايات المتحدة.

## سياسة

### تعيين في المنصب
- 1 يناير – آسا بيغز عضو مجلس ولاية كارولاينا الشمالية.
- 3 يناير – جون ووكر دانا حاكم مين [الإنجليزية]‏.
- 25 يناير – جون براون فرانسيس عضو مجلس الشيوخ الأمريكي.
- 1 أبريل – جون كالهون وزير الخارجية الأمريكي.
- 26 يونيو – جوليا تايلر السيدة الأولى للولايات المتحدة.
- 7 ديسمبر – وليام أيكن حاكم كارولينا الجنوبية [الإنجليزية]‏.

### انتهاء فترة المنصب
- 1 يناير – إدوارد كافاناه حاكم مين [الإنجليزية]‏.
- 1 يناير – جون بيرسون عضو مجلس ولاية إلينوي.
- 3 يناير – جون ووكر دانا حاكم مين [الإنجليزية]‏.
- 30 يناير – جيمس ماديسون بورتر وزير حرب الولايات المتحدة.
- 2 مايو – جون سي سبنسر وزير الخزانة الأمريكي.
- 26 نوفمبر – سيلاس رايت عضو مجلس الشيوخ الأمريكي.

## ظهور
- 1 يناير – الدفن قبل الأوان قصة قصيرة من تأليف إدغار آلان بو.
- 1 يناير – قصة من الجبال الوعرة قصة قصيرة من تأليف إدغار آلان بو.

## كتب
من الكتب التي صدرت هذه السنة في الولايات المتحدة:
- 1 ديسمبر – الرسالة المسروقة من تأليف إدغار آلان بو.

## مواليد

### يناير
- 9 يناير – أنتوني سميث سياسي من الولايات المتحدة الأمريكية.
- 30 يناير – ريتشارد ثيودور غرينير[1]

### مارس
- 7 مارس – أنثوني كومستوك كاتب سياسي من الولايات المتحدة الأمريكية.[2]

### أبريل
- 4 أبريل – جون رايلي تانر سياسي من الولايات المتحدة الأمريكية.[3]
- 22 أبريل – لويس باول جندي من الولايات المتحدة الأمريكية.[4]

### مايو
- 22 مايو – ماري كاسات[5]

### يونيو
- 3 يونيو – جاريت هوبرت سياسي أمريكي.[6]
- 20 يونيو – فرانسيس امروي وارن سياسي من الولايات المتحدة الأمريكية.[7]

### يوليو
- 25 يوليو – توماس إيكنز رسام أمريكي.[8]

### سبتمبر
- 15 سبتمبر – ميلتون دبليو همفريز[9]

### أكتوبر
- 11 أكتوبر – هنري جون هاينز[10]
- 12 أكتوبر – جورج واشنطن كيبل روائي أمريكي.[11]
- 28 أكتوبر – ماري كاثرين برانديجي عالمة نبات أمريكية.

### نوفمبر
- 26 نوفمبر – توماس جونز سياسي أمريكي.[12]

### ديسمبر
- 17 ديسمبر – وليام جيلسون فارلو عالم نبات أمريكي.[13]

## وفيات

### يناير
- 15 يناير – جوزيف دنكان (مواليد 1794) سياسي أمريكي.[14]
- 22 يناير – إدوارد كافاناه (مواليد 1795) سياسي أمريكي.[15]

### فبراير
- 27 فبراير – نيكولاس بيدل (مواليد 1786) سياسي أمريكي.[16]
- 28 فبراير – أبل باركر أبشر (مواليد 1790) سياسي أمريكي.[17]
- 28 فبراير – توماس ووكر غيلمر (مواليد 1802) سياسي أمريكي.[18]

### مارس
- 6 مارس – غابرييل دوفال (مواليد 1752) سياسي أمريكي.[19]
- 20 مارس – بيتر بويل بورتر (مواليد 1773) سياسي أمريكي.[20]

### أبريل
- 7 أبريل – مورغان لويس (مواليد 1754) سياسي أمريكي.[21]
- 21 أبريل – هنري بالدوين (مواليد 1780) سياسي أمريكي.[22]

### يونيو
- 27 يونيو – جوزيف سميث (مواليد 1805)[23]

### أغسطس
- 14 أغسطس – جورج آدمز (مواليد 1784) سياسي أمريكي.[24]

### نوفمبر
- 20 نوفمبر – راتليف بون (مواليد 1781) سياسي أمريكي.[25]
- 27 نوفمبر – وليام مونتغمري (مواليد 1789) سياسي من الولايات المتحدة الأمريكية.[26]

### ديسمبر
- 7 ديسمبر – توماس موريس (مواليد 1776) سياسي أمريكي.[27]